# Chinaella argentata
Chinaella argentata är en insektsart som beskrevs av Evans 1935. Chinaella argentata ingår i släktet Chinaella och familjen dvärgstritar. Inga underarter finns listade i Catalogue of Life.